# Miconia abbreviata
Miconia abbreviata es una especie de planta con flor en la familia de las Melastomataceae. Es endémica de Perú, Bolivia, Ecuador, Colombia, Venezuela.

## Taxonomía
Miconia abbreviata fue descrita por Friedrich Markgraf y publicado en Notizblatt des Botanischen Gartens und Museums zu Berlin-Dahlem 9: 1145. 1927.
Etimología
Miconia: nombre genérico que fue otorgado en honor del botánico catalán Francisco Micó.
abbreviata: epíteto latíno que significa "acortada"